# Madridi metró
A madridi metró (spanyolul: Metro de Madrid) egy metrórendszer, amely Spanyolország fővárosát, Madridot szolgálja ki. A rendszer a világ 14. leghosszabb gyorsvasúti rendszere, teljes hossza 296,6 km. 1995 és 2007 közötti növekedése révén akkoriban a világ leggyorsabban növekvő hálózatai közé tartozott. Az európai adósságválság azonban jelentősen lassította a bővítési terveket, sok projektet elhalasztottak vagy töröltek. A spanyol közúti és vasúti forgalommal ellentétben, ahol a járművek a jobb oldalon közlekednek, a madridi metró minden vonalán bal oldali forgalom van, mivel Madridban 1924-ig, azaz a rendszer üzembe helyezésétől számított öt évig a forgalom a bal oldalon haladt.
A vonatok minden nap reggel 6:00-tól éjjel 1:30-ig közlekednek, bár a hétvégeken ezt az ütemtervet 2020-ban reggel egy órával meghosszabbították. Ezenkívül a regionális kormányzat 2023-tól kezdődően ezeken a napokon a metróállomásokat éjjel-nappal nyitva kívánta tartani.. Eddig csak a 2017-es World Pride és a 2021-es madridi hóvihar idején maradt nyitva 24 órán keresztül.
2007-ben megnyílt a metrót kiszolgáló könnyűvasút-hálózat, a Metro Ligero („könnyű metró”).. A Cercanías rendszer a metróval együttműködve működik, állomásainak többsége hozzáférést biztosít a földalatti hálózathoz.
2024 januárjában a madridi metró 1710 mozgólépcsővel és 559 lifttel rendelkezett.

## Története

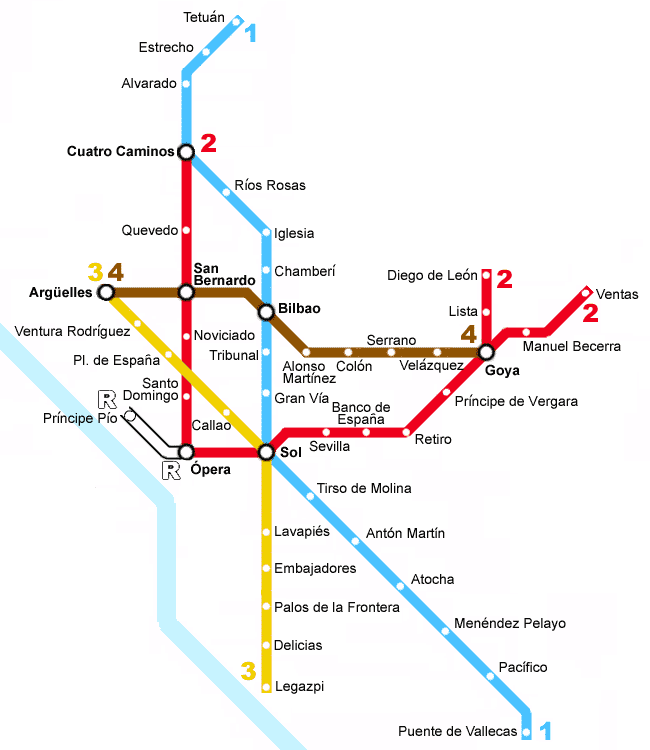
Vonalhálózat 1951-ben
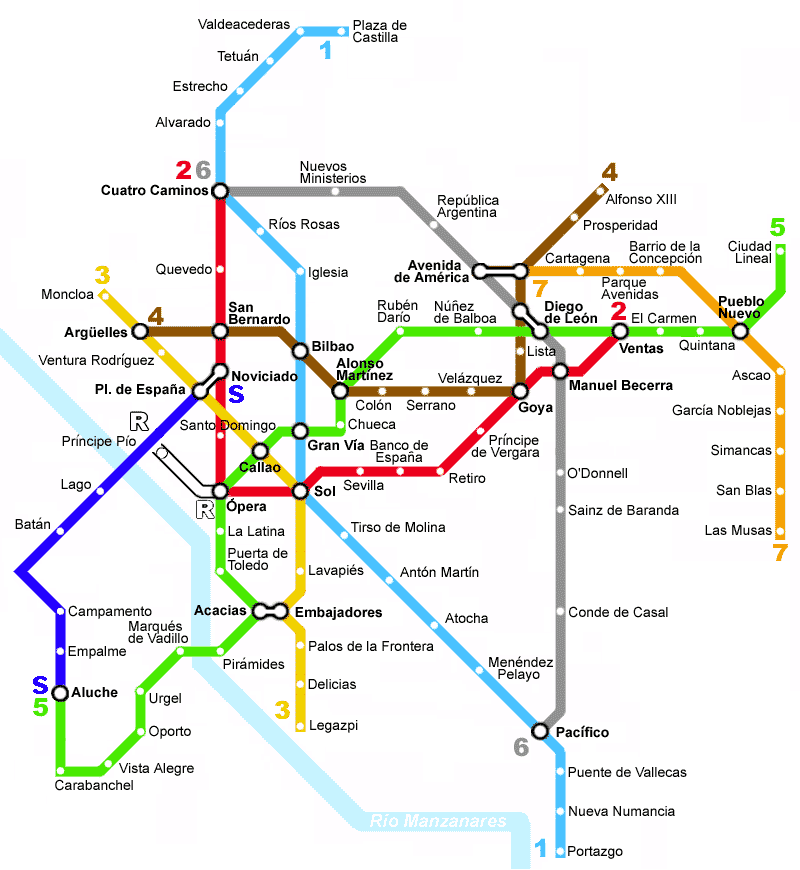
Vonalhálózat 1977-ben
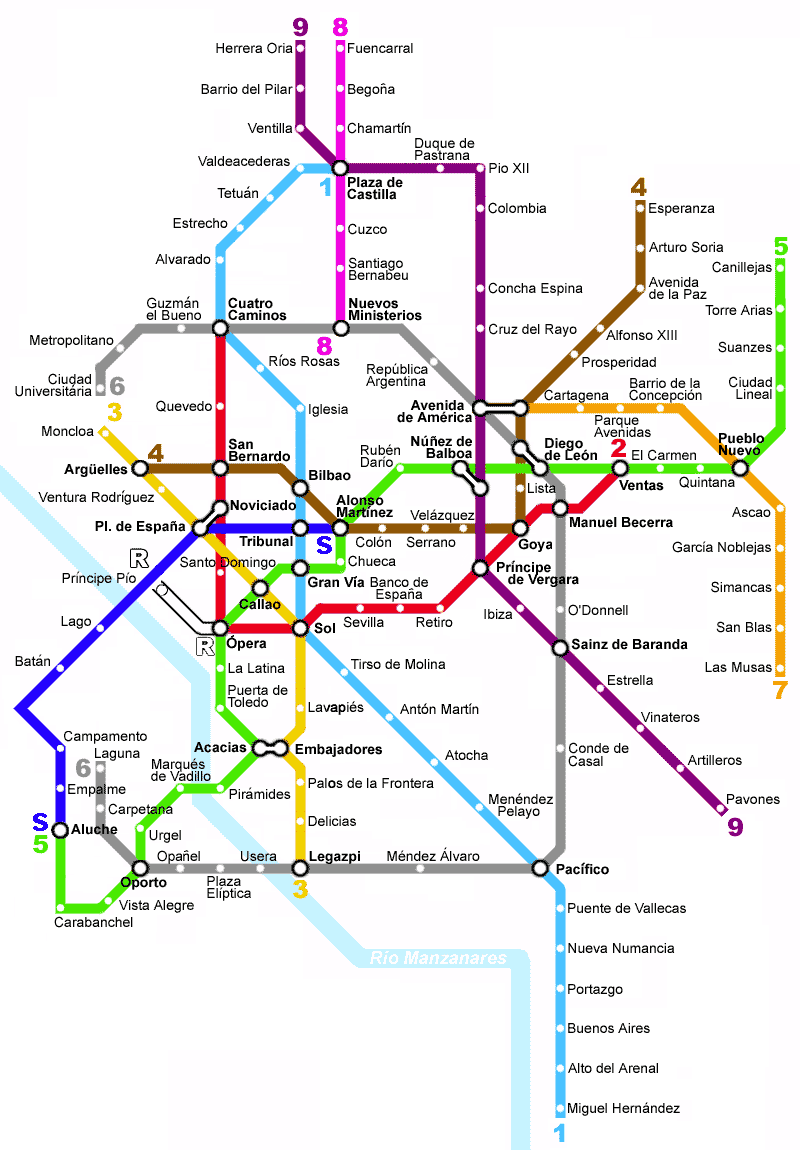
Vonalhálózat 1994-ben

Az első madridi metróvonal 1919. október 17-én nyílt meg az utazóközönség előtt. A szakasz 8 állomással rendelkezett, s 3,5 km hosszú volt. A bővítés azonban hamarosan megkezdődött. A spanyol polgárháború idején egyes állomások menhelyként funkcionáltak.
A polgárháború után csak fokozatosan kezdték fejleszteni a hálózatot. 1944-ben nyílt meg a negyedik vonal.
Az 1970-es években kezdett a hálózat nagyon fejlődni, a magasfokú urbanizáció és gazdasági növekedés miatt. A 2000-es években eddig mintegy 50 km új szakaszt adtak át, ami hosszabb, mint az eddigi budapesti metróhálózat.

## Vonalak
| Vonal    | Útvonal                                               | Üzembe helyezve | Utolsó fejlesztés | Hossz (km) | Állomások száma |
| -------- | ----------------------------------------------------- | --------------- | ----------------- | ---------- | --------------- |
|          | Pinar de Chamartín – Valdecarros                      | 1919            | 2007              | 23,876     | 33              |
|          | Las Rosas – Cuatro Caminos                            | 1924            | 2007              | 14,031     | 20              |
|          | Villaverde Alto – Moncloa                             | 1936            | 2007              | 16,424     | 18              |
|          | Argüelles – Pinar de Chamartín                        | 1944            | 2007              | 16,0       | 23              |
|          | Alameda de Osuna – Casa de Campo                      | 1968            | 2006              | 23,217     | 32              |
|          | Laguna – Avenida de América – Laguna (körjárat)       | 1979            | 2007              | 23,472     | 28              |
|          | Hospital del Henares – Estadio Metropolitano – Pitis  | 1974            | 2007              | 32,919     | 30              |
|          | Nuevos Ministerios – Aeropuerto T4                    | 1998            | 2007              | 16,467     | 8               |
|          | Paco de Lucía – Puerta de Arganda – Arganda del Rey   | 1980            | 1998              | 39,5       | 29              |
|          | Hospital Infanta Sofía – Tres Olivos – Puerta del Sur | 1961            | 2003              | 36,514     | 31              |
|          | Plaza Elíptica – La Fortuna                           | 1998            | 2006              | 8,5        | 7               |
|          | MetroSur (Ringlinie)                                  | 2003            | –                 | 41,0       | 28              |
|          | Ópera – Príncipe Pío                                  | 1925            | –                 | 1,092      | 2               |
| Összesen | Összesen                                              | Összesen        | Összesen          | 293,012    | 289             |

## Forgalom
Az utasforgalom az elmúlt években az alábbi módon változott:
| Utasok száma | 626 400 000 | 677 500 000 | 715 000 000 |
|              | 2017        | 2019        | 2024        |